# Avicularia surinamensis
Avicularia surinamensis là một loài nhện trong họ Theraphosidae và thuộc chi Avicularia. Loài nhện này có ở Suriname.